# Saniculeae
Saniculeae — триба трав'янистих рослин родини окружкових (Apiaceae).

## Роди
- Actinolema
- Alepidea
- Arctopus
- Astrantia — астранція
- Eryngium — миколайчики
- Petagnaea
- Sanicula